# The Dark Saga
The Dark Saga četvrti je studijski album američkog heavy metal sastava Iced Earth, objavljen 23. srpnja 1996. godine.

## O albumu
Zamišljen je kao konceptualni album, utemeljen na strip junaku Spawnu. To je ujedno i prvi album snimljen s bubnjarom Markom Pratorom te posljednji s basistom Daveom Abellom i gitaristom Randalom Shawverom. U Europi je bilo objavljeno i 10.000 primjeraka ograničenog izdanja s obradom pjesme "The Ripper" Judas Priesta.

## Popis pjesama
| 1.    | »Dark Saga«            | Jon Schaffer | Schaffer                  | 3:43 |
| 2.    | »I Died for You«       | Schaffer     | Schaffer                  | 3:47 |
| 3.    | »Violate«              | Schaffer     | Schaffer                  | 3:38 |
| 4.    | »The Hunter«           | Schaffer     | Schaffer                  | 3:55 |
| 5.    | »The Last Laugh«       | Matt Barlow  | Randall Shawver, Schaffer | 3:47 |
| 6.    | »Depths of Hell«       | Al Simmons   | Shawver, Schaffer         | 3:02 |
| 7.    | »Vengeance Is Mine«    | Barlow       | Shawver, Schaffer         | 4:22 |
| 8.    | »Scarred«              | Schaffer     | Shawver, Schaffer         | 5:54 |
| 9.    | »Slave to the Dark«    | Schaffer     | Schaffer                  | 4:03 |
| 10.   | »A Question of Heaven« | Schaffer     | Schaffer                  | 7:44 |
| 43:54 |                        |              |                           |      |

| 1. | »The Ripper« (obrada pjesme Judas Priesta) | Glenn Tipton | Tipton | 2:41 |

## Postava sastava
- Jon Schaffer – ritam gitara, vokali
- Matt Barlow – prvi vokal
- Randall Shawver – prva gitara
- Dave Abell – bas-gitara
- Mark Prator – bubnjevi